# Étang du Ponant
Pour les articles homonymes, voir Ponant.
L'étang du Ponant est une étendue d'eau artificielle de Petite Camargue, située pour l'essentiel à l’extrême sud du département du Gard et pour une petite partie au sud-est du département français de l'Hérault. Alimenté par le Vidourle, il marque de ce fait la limite occidentale de la côte camarguaise depuis que le fleuve côtier ne se jette plus dans l'étang de l'Or. Il est relié à la mer Méditerranée par la passe des Abîmes et en est séparé par un cordon dunaire et des marécages.

## Description

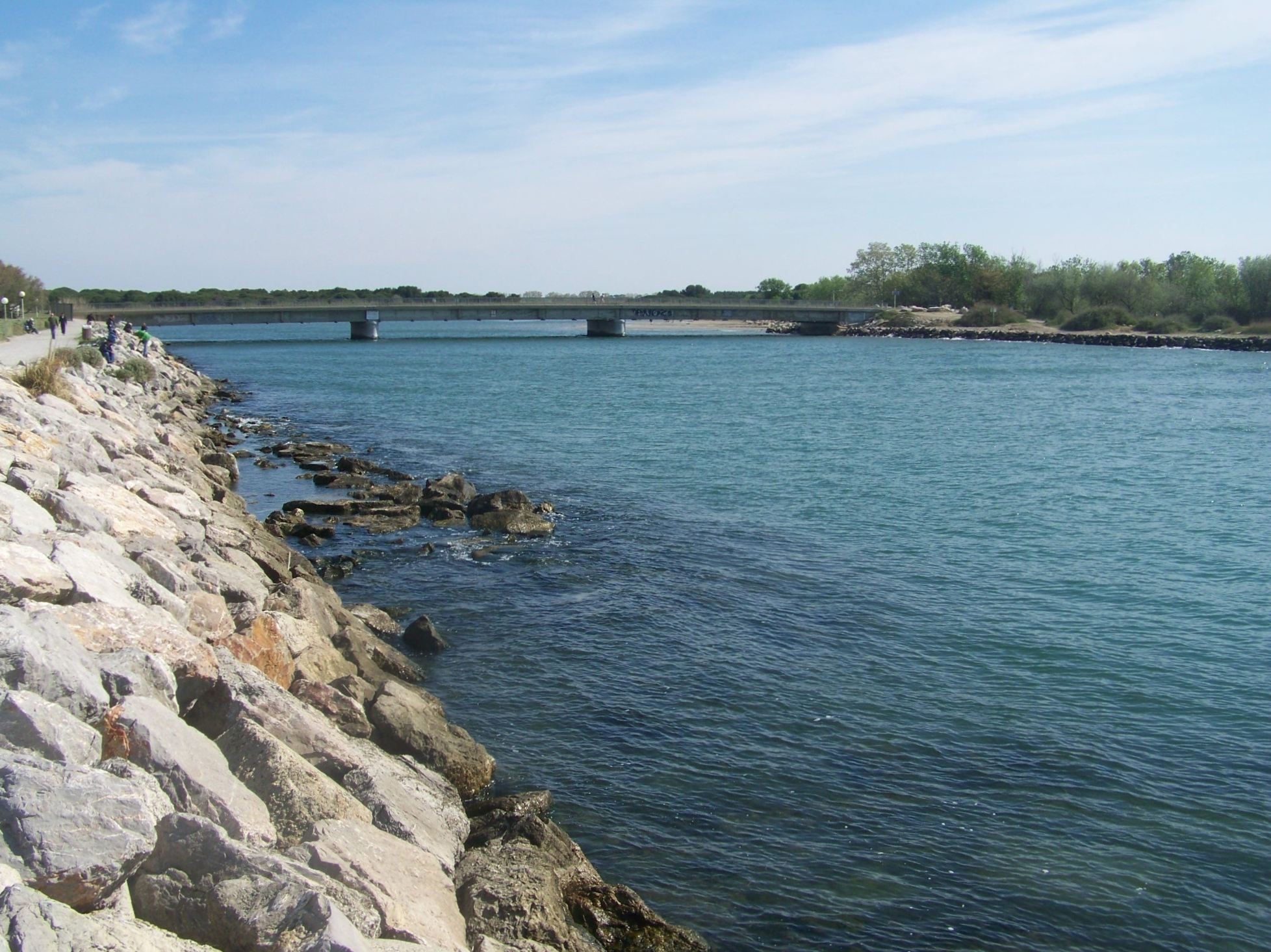
La passe des Abîmes, à l'extrémité sud-ouest de l'étang du Ponant, par laquelle une partie du Vidourle se jette dans la mer Méditerranée.

D'une surface d'environ 280 hectares, long de 3,5 km et d'une profondeur maximale de 4 m (en moyenne 2,7 m), l'étang du Ponant a été creusé par dragage de 1964 à 1966 pour extraire les sédiments qui serviront de plate-forme à la station balnéaire de La Grande-Motte.
Sa surface immergée est majoritairement sur le territoire du Grau-du-Roi. À l'est, une petite partie est située sur la commune de La Grande-Motte, dont la majeure partie de la presqu'île du Ponant.
Avant la création de l'étang, son espace était occupé par une zone marécageuse d'environ 80 ha désignée Les Tombes dans laquelle s'épandaient les eaux du Vidourle lorsqu'elles se jetaient dans l'étang de l'Or, avant que le cours de ce fleuve côtier ne soit réorienté en 1825 afin de purger le chenal maritime du Grau du Roi.
Le nom de l'étang est utilisé par le Belambra Clubs de la presqu'île du Ponant.